# Tschikola
Tschikola (russisch Чикола́, ossetisch Цикола, Цыкола) ist ein Dorf (selo) in der Republik Nordossetien-Alanien in Russland mit 7017 Einwohnern (Stand 14. Oktober 2010).

## Geographie
Der Ort liegt am Nordrand des Großen Kaukasus gut 60 km Luftlinie westnordwestlich der Republikhauptstadt Wladikawkas. Er befindet sich etwa vier Kilometer entfernt von rechten Ufer des Uruch, eines linken Nebenflusses des Terek.
Tschikola ist Verwaltungszentrum des Rajons Irafski sowie Sitz und einzige Ortschaft der Landgemeinde Tschikolinskoje selskoje posselenije.

## Geschichte
Der Ort entstand 1852 während des Kaukasuskrieges aufgrund der Politik der russischen Behörden unter Fürst Michail Woronzow als Vizekönig des Kaukasus, die christlichen und muslimischen Osseten räumlich voneinander zu trennen. Die muslimischen Bewohner der flussaufwärts am Uruch und seinen Zuflüssen gelegenen Dörfer Achsau, Fasnal, Galiat, Machtschesk und Stur-Digora sowie des südöstlich gelegenen Dur-Dur wurden gezwungen, sich in einem neuen Ort anzusiedeln, der die russische Bezeichnung Wolno-Magometanskoje (etwa „Freies Muslim-Dorf“) erhielt, später verkürzt zu Magometanowskoje. Zu einem Problem bis in das beginnende 20. Jahrhundert wurde die nicht ausreichende landwirtschaftliche Nutzfläche in dem bereits besiedelten Gebiet, in das zudem vor allem bis zur Russischen Revolution von 1905 russische Umsiedler kamen, die oftmals bessere und größere Landstücke zugewiesen bekamen. Verwaltungstechnisch gehörte das Dorf ab 1860 zum Okrug Wladikawkas der Oblast Terek.
Nach dem Russischen Bürgerkrieg lag der Ort von 1921 bis 1924 im Ossetischen Nationalkreis der Sowjetischen Gebirgsrepublik, ab 7. Juli 1924 in der neugebildeten Nordossetischen Autonomen Oblast und innerhalb dieser nach der Aufteilung in Rajons zum Digorski rajon mit Sitz im Dorf Christianowskoje, der heutigen Stadt Digora. Am 1. April 1934 – zugleich mit der Umbenennung des durch Umsiedlung christlicher Osseten entstandenen Christianowskoje in Digora – wurde Magometanowskaja zunächst in Zkola umbenannt, später in der russifizierten Form in Tschikola. Nach Bildung der Nordossetischen ASSR am 5. Dezember 1936 wurde im westlichsten Teil der Republik aus dem Digorski rajon der Irafski rajon – nach der ossetischen Bezeichnung Ирӕф oder Ӕрӕф, russifiziert Iraf, des Flusses Uruch – mit Sitz in Tschikola ausgegliedert.
Im Zweiten Weltkrieg wurde das Dorf am 31. Oktober 1942 von der deutschen Wehrmacht in der Endphase ihres Unternehmen Edelweiß eingenommen und von der Roten Armee am 31. Dezember 1942 zurückerobert, wenige Tage nach dem Beginn ihrer Gegenoffensive (in diesem Bereich am 24. Dezember 1942, noch vor dem Beginn der allgemeinen Nordkaukasischen Operation).

### Bevölkerungsentwicklung
| Jahr | Einwohner |
| ---- | --------- |
| 1897 | 2754      |
| 1939 | 7208      |
| 1959 | 7208      |
| 1970 | 7323      |
| 1979 | 6835      |
| 1989 | 6723      |
| 2002 | 7017      |
| 2010 | 7017      |

Anmerkung: Volkszählungsdaten

## Verkehr
Das Dorf liegt an der Regionalstraße 90K-001, die von Wladikawkas über Ardon und Digora kommend weiter in das Dorf Lesken im äußerten Nordwesten der Republik führt, von dort weiter über die Grenze nach Lesken Wtoroi in Kabardino-Balkarien und zur föderalen Fernstraße R217 Kawkas. In nördlicher Richtung zweigt die 90K-014 ab, die den Uruch flussabwärts bis zum Dorf Sredni Uruch an der Grenze zu Kabardino-Balkarien verläuft, und von dort ebenfalls weiter zur dort gut 15 km von Tschikola vorbeiführenden R217. Dem Uruch von Tschikola aufwärts durch die Digora-Schlucht folgt die 90K-004 über Mazuta bis zur Bergsportstation Komi-Art (ehemals Digorija).
Die nächstgelegene Bahnstation befindet sich 30 km östlich in Ardon an einer Nebenstrecke, die die Station Darg-Koch (an der Strecke Prochladnaja – Wladikawkas) mit Alagir verbindet.

## Söhne und Töchter des Ortes
- Arsen Fadsajew (* 1962), Ringer
- Chadschimurad Gazalow (* 1982), Ringer
- Amiran Karndanof (* 1976), griechischer Ringer ossetischer Herkunft